# Haemoproteus
Haemoproteus — рід апікомплексних паразитів птахів, плазунів і земноводних. Рід описали в 1890 році, його назва походить від грец. haima — «кров» і proteus — Протей, морський бог, що мав можливість набувати різних форм. Три інші назви — Halteridium, Haemocystidium і Simondia зараз вважають синонімами Haemoproteus.
Представники роду — внутрішньоклітинні паразити, що інфікують еритроцити. Їх передають через укус кровососучі комахи, такі як комарі, кровососки (Hippoboscidae) і мокреці (Culicoides). Інвазію цими паразитами інколи називають «псевдомалярією» через спорідненість роду з родом Plasmodium, що спричиняє малярію.
Зараз[коли?] до роду включили 133 види, з яких 114 заражають птахів (14 рядів), 16 — плазунів і 3 — земноводних[джерело?].